# Hajo Herrmann
Hans-Joachim "Hajo" Herrmann (Kiel, 1 de agosto de 1913 — Düsseldorf, 5 de novembro de 2010) foi um piloto de bombardeiro e caça noturno alemão da Luftwaffe e recebeu a Cruz de Cavaleiro da Cruz de Ferro com Folhas de Carvalho e Espadas durante a Segunda Guerra Mundial. Voou 320 missões de combate como piloto de bombardeiro e 50 missões como piloto de caça noturno, durante as quais abateu nove quadrimotores aliados.
Depois da guerra, Hermann tornou-se um ativista e advogado nazista cujos casos de destaque incluíam a defesa de neonazistas e negadores do genocídio, ao mesmo tempo que promovia a negação e as organizações do movimento.

## Carreira
Nascido na cidade portuária de Kiel em 1 de agosto de 1913, Hajo Herrmann iniciou sua carreira militar como membro da Landespolizei de Hamburgo, no início dos anos 30. Treinado secretamente para ser piloto de combate, mas sob o disfarce de aviador comercial e foi transferido, em seguida, para o Exército.
Finalmente, com a oficialização da Força Aérea Alemã, Herrmann foi incorporado a partir de 1 de agosto de 1935 à Luftwaffe, com a patente de Leutnant. No início de 1936 ele foi designado para servir junto ao 9./KG 4 (9.º Staffel da Kampfgeschwader 4), quando especializou-se como piloto de bombardeiros. Falando fluentemente francês e espanhol e treinado também como intérprete, Herrmann foi um dos primeiros escolhidos para participar da Legião Condor, que participaria da Guerra Civil na Espanha para onde foi enviado em agosto de 1936. Lá chegando, Herrmann foi escolhido (em razão de suas habilidades com línguas) para instruir as tropas nacionalistas do General Francisco Franco no manejos das baterias antiaéreas de 20mm.
Trabalhando à noite, Herrmann não apenas conduzia as aulas como desenvolveu um manual para futuros instrutores de baterias antiaéreas. Além disso, sem ser poupado, Hajo Herrmann efetuou várias missões durante o dia, primeiramente no transporte de tropas fascistas do Marrocos Espanhol para a Península Ibérica e, posteriormente, em bombardeios contra Bilbao, Cartagena, Madrid e Santander, a bordo de Junkers Ju 52. Retornando à Alemanha e à sua antiga unidade em abril de 1937, Herrmann foi condecorado com a Cruz Espanhola.
Em junho de 1938, foi promovido a Oberleutnant e em setembro Herrmann mudou-se para o III./KG 4 (Gruppe III da KG 4) durante as Campanhas da Polônia, Noruega e França, culminando com as operações contra as tropas anglo-francesas sitiadas no porto de Dun querque no final de maio de 1940. Seguiu-se, então a sangrenta Batalha da Inglaterra, onde os Heinkel He 111 e Junkers Ju 88 da unidade de Herrmann foram duramente castigados pela RAF, sofrendo pesadas baixas. Por essa época Herrmann começou a desenvolver suas técnicas de ataque às embarcações, além de liderar vários ataques em território britânico. Por seus feitos durante a Campanha, Herrmann foi condecorado com o Troféu de Honra da Luftwaffe em 28 de setembro de 1940 e, finalmente, com a Cruz de Cavaleiro da Cruz de Ferro em 13 de outubro de 1940.
Após a Batalha da Inglaterra, Hajo Herrmann, foi promovido a Hauptmann, foi transferido no final de fevereiro de 1941 para a Frente do Mediterrâneo, onde tornou-se Gruppenkommandeur do III/KG 30, voando o Junkers Ju 88. Atacando incessantemente os comboios aliados em direção à Malta e Tobruque, Herrmann alcançaria um sucesso notável na noite de 6–7 de abril de 1941, quando liderou um ataque de Ju 88 e Dornier Do 17-Z ao porto grego do Pireu em Atenas, então apinhado de navios aliados. Neste ataque, os alemães atingiram o cargueiro "Clan Fraser", carregado com 250 toneladas de munições gerando uma explosão gigantesca que não apenas afundou 11 navios (num total de 42 000 toneladas brutas) mas também arrasou o porto. Durante o inverno de 1941–42 ele permaneceria no Mediterrâneo, operando os Ju 88 a partir de bases na Sicília.
Na primavera de 1942, Herrmann e o III/KG 30 foram transferidos para a Noruega, de onde passaram a operar em missões de ataque aos comboios de suprimentos anglo-americanos enviados à URSS. Sob seu comando, em combates sobre as águas gélidas do Oceano Ártico, a KG 30 afundaria vários navios, notabilizando-se pelos hoje históricos ataques aos malfadados comboios PQ 13 (entre 27–31 de março de 1942) e o PQ 17 (22 navios afundados entre 27 de junho e 12 de julho de 1942), totalizando cerca de 142 000 toneladas brutas. Como resultado, Herrmann foi condecorado com a Cruz Germânica em 5 de junho de 1942.
Promovido a Major, Hajo Herrmann foi chamado à Berlim no início de 1943, assumindo um departamento de táticas de combate junto ao Oberkommando der Luftwaffe (OKL). Foi na capital alemã, que Herrmann pôde constatar a ineficácia dos radares alemães contra os ataques noturnos levados à cabo pela RAF. Na verdade os britânicos haviam desenvolvido uma simples contramedida eletrônica que levou à pane completa o sistema defensivo criado pelo General Josef Kammhuber: jogando milhões de pequenos pedaços de papel alumínio, os radares alemães enlouqueciam com a interferência. Era chamado de Window.
Em uma medida desesperada, Herrmann propôs ao OKL a utilização de caças monomotores (Bf 109 e Fw 190), em lugar dos bimotores equipados com radares de bordo e que estavam "cegos" devido ao sistema Window, que seriam direcionados ao local onde havia a maior concentração de papéis, pois este seria o local onde estariam os atacantes. Uma vez no local o piloto seria auxiliado na localização de seu alvo com ajuda dos holofotes de terra. Herrmann chamou a tática de Wilde Sau (Javali Selvagem).
Visto como uma alternativa emergencial, até a implementação de novos radares imunes ao Window, o Wilde Sau foi colocado em prática naquele verão, criando-se uma unidade específica: a JG 300 (Jagdgeschwader 300), liderada pelo próprio Herrmann e formado por voluntários retirados de escolas de voo. O sucesso foi satisfatório, o próprio Hajo Herrmann abateu nada menos que nove quadrimotores aliados durante as 70 missões que voou como piloto de caça, alcançando sua a primeira vitória na noite de 3–4 de julho de 1943, e levou o OKL a criar o 30.º Fliegerkorps, que cuidaria do desenvolvimento e coordenação dos esquadrões que empregariam a tática do Wilde Sau. Ao mesmo tempo, em razão de sua iniciativa e sucesso pessoal em combate Herrmann tornou-se, em 2 de agosto de 1943, o 269.º soldado da Wehrmacht a ser condecorado por Hitler com as Folhas de Carvalho da Cruz de Cavaleiro.
Pouco depois, Herrmann seria transferido da JG 300 para assumir o comando próprio 30.º Fliegerkorps, tornando-se, simultaneamente, Inspetor dos Caças Noturnos. Nesta posição, ele seria, ainda, agraciado com as Espadas da Cruz de Cavaleiro, em 23 de janeiro de 1944, quando tornou-se o 43.º soldado da Wehrmacht a receber tal honraria das mãos de Hitler. Com a extinção de seu Fliegerkorps, Herrmann, agora com a patente de Oberst, foi designado para servir como Kommandeur da 1.ª Jagd-divison até esta também ser dispersada em outubro de 1944. A seguir, ele juntou-se ao Stab do II. Fliegerkorps e, a partir de janeiro de 1945, foi designado para servir como Kommandeur da 9.ª Fliegerdivision.
Nos dias finais do Reich, Herrmann, a pedido de Göring, desenvolveu a tática do Rammjäger, ou seja, o choque dos caças contra os bombardeiros aliados uma vez finda a munição. Embora, teoricamente, a idéia fosse de que o piloto devesse saltar minutos antes do choque, nada garantia a sobrevivência do piloto. Mas a idéia foi levada a sério a ponto do OKL ter designado Herrmann para a unidade experimental Sonderkommando Elbe. No entanto, à essa altura da guerra, com os aliados já dentro do Reich, esta unidade não atingiu o status operacional e esta estratégia não foi implementada em grande escala.
Poucos dias antes do termino do conflito, em maio de 1945, o Oberst Hajo Herrmann partiu para uma missão atrás das linhas soviéticas, em busca de um amigo que havia sido abatido. Para sua infelicidade, o avião de Herrmann foi atingido pelo fogo antiaéreo dos russos e ele teve de fazer um pouso forçado atrás das linhas inimigas. Capturado pelos comunistas, Herrmann passaria 10 anos em cativeiro soviético, sendo um dos últimos prisioneiros de guerra alemães a ser libertado em outubro de 1955.
Após sua libertação, Herrmann ingressou na faculdade, formando-se em direito em 1965, com especialização na área penal, construindo uma carreira jurídica muito bem sucedida. Casado com uma ex-cantora de ópera, e assíduo frequentador dos encontros de veteranos (principalmente da JG 300) Herrmann faleceu no dia 5 de novembro de 2010 em Düsseldorf, de causas naturais aos 97 anos de idade.

## Condecorações
- Cruz Espanhola em Bonze com Espadas[2]
- Cruz de Ferro (1939)
  - 2ª classe (outubro de 1939)[3]
  - 1ª classe (27 de maio de 1940)[3]
- Troféu de Honra da Luftwaffe (28 de setembro de 1940)[4]
- Cruz Germânica em Ouro (5 de junho de 1942)
- Cruz de Cavaleiro da Cruz de Ferro (13 de outubro de 1940) como Oberleutnant e Staffelkapitän do 7./KG 4[5]
  - 269ª Folhas de Carvalho (2 de agosto de 1943) como Major e Geschwaderkommodore do JG 300[6]
  - 43ª Espadas (23 de janeiro de 1944) como Oberst e Inspekteur der Nachtjagd no Ministério da Aviação do Reich e comandante da 30. Jagd Division[6]